# Ульстен, Ула
Стиг Кьелль Улоф (Ула) Ульстен (швед. Stig Kjell Olof (Ola) Ullsten; 23 июня 1931, Умео, Вестерботтен — 28 мая 2018, Ойя, Готланд) — шведский государственный и политический деятель, премьер-министр Швеции в 1978—1979 годах.

## Биография
Родился в маленьком городке Тег, ныне являющемся частью города Умео в семье лесника и учительницы. По образованию социолог. Работал столяром, потом охранником-кинологом. С 1957 года стал принимать активное участие в работе Народной (либеральной) партии (НПШ). В 1957—1961 годах секретарь парламентской фракции партии. В юности много путешествовал по США, где принимал участие в политической жизни страны, в частности, в 1959 работал в качестве активиста выборной кампании Нельсона Рокфеллера, когда тот избирался губернатором штата Нью-Йорк. В 1962—1964 годах — председатель молодёжной организации НПШ.
В 1964 году был избран в Риксдаг. В 1966 году возглавил организацию в одном из районов Стокгольма. В 1967—1971 годах — вице-председатель столичной организации, а в 1972—1976 — председатель отделения НПШ стокгольмского лена.
При формировании в 1976 первого за сорок лет несоциалистического правительства Турбьёрна Фельдина получил пост статс-секретаря по вопросам помощи развивающимся странам, с 1977 года — министра по делам иммиграции. В марте 1978 был избран на пост лидера НПШ и стал заместителем премьер-министра.
После развала правительственной коалиции 18 октября 1978 года возглавил правительство меньшинства. Его кабинет состоял только из представителей НПШ, имевшей лишь 39 мест из 349 мест в риксдаге. Серьёзный политический конфликт, вызванный разногласиями ведущих партий страны в вопросе энергетической политики, из-за которого распалась прежняя коалиция, вызвал скорое падение и этого кабинета. В 1979 году, после проведения досрочных выборов, правительство вновь сформировал Турбьёрн Фельдин, а Ульстен занял пост министра иностранных дел, а с августа 1980 — заместителя премьер-министра.
После поражения партии на выборах в сентябре 1982 (его Народная партия получила только 5,9 % голосов и 21 место в риксдаге против 10,6 % и 38 мест в 1979 и 11,1 % и 39 мест в 1976) оставил пост лидера НПШ.
Был послом в Канаде (1984—1989) и одновременно на Багамских островах (1985—1989), в Италии и Ватикане (1989—1996) и одновременно в Албании (1992—1996).
В 2002 году удостоен золотой медали за выдающиеся заслуги перед шведской культурой, наукой и обществом — Иллис Кворум.
Жил в пригороде Торонто и на острове Готланд.